# SA-20
La carretera SA-20 o Ronda Sur de Salamanca circunvala a la ciudad de Salamanca, España, por el sur. Se trata de una carretera de doble calzada, con dos carriles por cada sentido de circulación, que alterna enlaces al mismo y a distinto nivel.

## Recorrido
Parte de la A-66 en la salida 343 (Ávila / Madrid / Salamanca / Aldeatejada) mediante una glorieta inferior que enlaza también con la CL-512 en dirección a Vecinos. Continúa por el sur de la ciudad hasta la A-50, con la que conecta a través de una glorieta elevada en las proximidades de Santa Marta de Tormes, donde también enlaza con la CL-510 en dirección a Alba de Tormes. A lo largo de sus 4 kilómetros conecta también con la carretera N-630 mediante una glorieta elevada que permite dirigirse hacia Béjar y Salamanca, y con el polígono industrial El Montalvo y la carretera a Carbajosa de la Sagrada mediante una glorieta a nivel.
Existe un radar en el punto kilométrico 93.55 en sentido decreciente.
Está prevista su prolongación este hasta Cabrerizos oeste y Villares de la Reina, así,  junto con uno de los tramos de la A-62 y la A-66, la circunvalación completa de Salamanca.

## Tramos
| Denominación | Tramo                      | Año servicio | km  |
| ------------ | -------------------------- | ------------ | --- |
| SA-20        | Enlace A-66 - Enlace N-630 | 2006         | 1   |
| SA-20        | Enlace N-630 - Enlace A-50 | 2000         | 2,3 |

## Salidas (tramo CL-512 a A-50)
| Ronda sur de Salamanca | Ronda sur de Salamanca                                                                            | Ronda sur de Salamanca               | Ronda sur de Salamanca    | Ronda sur de Salamanca    | Ronda sur de Salamanca                                                                                                 | Ronda sur de Salamanca                                                                                                 | Ronda sur de Salamanca     | Ronda sur de Salamanca     | Ronda sur de Salamanca     | Ronda sur de Salamanca     | Ronda sur de Salamanca |
| Esquema                | Sentido A-66 (ascendente)                                                                         | Sentido A-66 (ascendente)            | Sentido A-66 (ascendente) | Sentido A-66 (ascendente) | Sentido A-66 (ascendente)                                                                                              | Sentido A-50 (descendente)                                                                                             | Sentido A-50 (descendente) | Sentido A-50 (descendente) | Sentido A-50 (descendente) | Sentido A-50 (descendente) | Incidencias            |
| Esquema                | Velocidad                                                                                         | Elemento                             | Salida                    | Salida                    | Salida | Salida | Salida                     | Salida                     | Elemento                   | Velocidad                  | Incidencias            |
| Esquema                | Velocidad                                                                                         | Elemento                             | N.º                       | Dir.                      | Nombre | Nombre | Dir.                       | N.º                        | Elemento                   | Velocidad                  | Incidencias            |
| ---------------------- | ------------------------------------------------------------------------------------------------- | ------------------------------------ | ------------------------- | ------------------------- | --- | --- | -------------------------- | -------------------------- | -------------------------- | -------------------------- | ---------------------- |
|                        |                                                                                                   |                                      |                           |                           | Polígono El Montalvo Todas Direcciones Vitigudino A-62 E-80 N-620 Todas Direcciones A-66 E-803 N-630 Todas Direcciones | Polígono El Montalvo Todas Direcciones Vitigudino A-62 E-80 N-620 Todas Direcciones A-66 E-803 N-630 Todas Direcciones |                            | 92                         |                            |                            |                        |
|                        |                                                                                                   | Alba de Tormes                       |                           |                           | | |                            | 92                         |                            |                            |                        |
|                        |                                                                                                   | A-50 Ávila Madrid                    |                           |                           | | |                            | 92                         |                            |                            |                        |
|                        |                                                                                                   | Zona Comercial Santa Marta de Tormes |                           |                           | | |                            | 92                         |                            |                            |                        |
|                        |                                                                                                   | A-50 Salamanca                       |                           |                           | | |                            | 92                         |                            |                            |                        |
|                        |                                                                                                   |                                      |                           |                           | | |                            |                            |                            |                            |                        |
|                        |                                                                                                   |                                      | 93                        |                           | Salamanca Polígono El Montalvo I                                                                                       | Salamanca Polígono El Montalvo I                                                                                       |                            | 93                         |                            |                            | Ninguna                |
|                        | Todas Direcciones Vitigudino A-62 E-80 N-620 Todas Direcciones A-66 E-803 N-630 Todas Direcciones |                                      | 93                        |                           | | |                            | 93                         |                            |                            | Ninguna                |
|                        | Carbajosa de la Sagrada Polígono El Montalvo II Polígono El Montalvo III                          |                                      | 93                        |                           | | |                            | 93                         |                            |                            | Ninguna                |
|                        | A-50 N-501 Todas Direcciones Alba de Tormes                                                       |                                      | 93                        |                           | | |                            | 93                         |                            |                            | Ninguna                |
|                        |                                                                                                   |                                      | Ronda Sur de Salamanca    | Ronda Sur de Salamanca    | Ronda Sur de Salamanca                                                                                                 | RADAR FIJO | PK 93,5                    | PK 93,5                    |                            |                            |                        |
|                        |                                                                                                   |                                      | 94                        |                           | N-630 Salamanca Zamora                                                                                                 | N-630 Salamanca Zamora                                                                                                 |                            | 95                         |                            |                            | Ninguna                |
|                        | A-66 Zamora Vitigudino Todas Direcciones A-62 E-80 N-620 Todas Direcciones                        |                                      | 94                        |                           | | |                            | 95                         |                            |                            | Ninguna                |
|                        | N-630 A-66 E-803 N-630 Cáceres Polígono El Montalvo III                                           |                                      | 94                        |                           | | |                            | 95                         |                            |                            | Ninguna                |
|                        | A-50 N-501 Todas Direcciones Polígono El Montalvo Alba de Tormes                                  |                                      | 94                        |                           | | |                            | 95                         |                            |                            | Ninguna                |
|                        |                                                                                                   |                                      | 96                        |                           | Salamanca | Salamanca |                            | 96                         |                            |                            |                        |
|                        | A-66 Zamora Vitigudino A-62 E-80 N-620 Todas Direcciones                                          |                                      | 96                        |                           | | |                            | 96                         |                            |                            |                        |
|                        | Vía de servicio                                                                                   |                                      | 96                        |                           | | |                            | 96                         |                            |                            |                        |
|                        | Aldeatejada Vecinos                                                                               |                                      | 96                        |                           | | |                            | 96                         |                            |                            |                        |
|                        | A-50 N-501 Todas Direcciones A-66 E-803 N-630 Caceres Polígono El Montalvo Alba de Tormes         |                                      | 96                        |                           | | |                            | 96                         |                            |                            |                        |